# Joško Janša
Joško Janša (ur. 1900 lub 1901 w Mojstranie, zm. w 1960) – jugosłowiański biegacz narciarski i skoczek narciarski.
W 1928 wystartował na igrzyskach olimpijskich w biegach narciarskich. Na dystansie 18 km zajął 26. miejsce z czasem 2:01:14 s, natomiast na 50 km był 23. z czasem 5:58:09 s. Na igrzyskach w 1932 był chorążym jugosłowiańskiej kadry, mimo iż na samych igrzyskach nie wystąpił.
W 1931 pobił rekord kraju w skokach narciarskich, uzyskując 38 m na skoczni w Bledzie. Był to dwunasty rekord Jugosławii w historii.
Jego brat Janko również wystartował na igrzyskach w 1928 w biegach narciarskich.